# Bandiougou Fadiga
Bandiougou Fadiga (Parigi, 15 gennaio 2001) è un calciatore francese, centrocampista del Lorient.

## Caratteristiche tecniche
Centrocampista molto tecnico, abile nel controllo della palla, può essere impiegato sia come trequartista che come mezzala.

## Carriera
Cresciuto nel settore giovanile del Paris Saint-Germain, il 29 gennaio 2019 firma il primo contratto professionistico, di durata triennale. Esordisce in prima squadra il 16 settembre 2020, nella partita di Ligue 1 vinta per 1-0 contro il Metz.
Il 1º febbraio 2021 viene ceduto in prestito al Brest fino al termine della stagione; con il club biancorosso gioca solamente 4 incontri di campionato e 2 in coppa nazionale.
Rientrato al PSG, rimane ai margini della rosa per poi essere ceduto a titolo definitivo all'Olympiacos nel gennaio 2022.

## Statistiche

### Presenze e reti nei club
Statistiche aggiornate al 15 gennaio 2025.
| Stagione                   | Squadra                    | Campionato                 | Campionato | Campionato | Coppe nazionali | Coppe nazionali | Coppe nazionali | Coppe continentali | Coppe continentali | Coppe continentali | Altre coppe | Altre coppe | Altre coppe | Totale | Totale | Totale |
| Stagione                   | Squadra                    | Comp                       | Pres       | Reti       | Comp            | Pres            | Reti            | Comp               | Pres               | Reti               | Comp        | Pres        | Reti        | Pres   | Reti   |        |
| -------------------------- | -------------------------- | -------------------------- | ---------- | ---------- | --------------- | --------------- | --------------- | ------------------ | ------------------ | ------------------ | ----------- | ----------- | ----------- | ------ | ------ | ------ |
| 2018-2019                  | Paris Saint-Germain 2      | N2                         | 1          | 0          | -               | -               | -               | -                  | -                  | -                  | -           | -           | -           | 1      | 0      |        |
| 2020-gen. 2021             | Paris Saint-Germain        | L1                         | 6          | 0          | CF              | 0               | 0               | UCL                | 0                  | 0                  | SF          | -           | -           | 6      | 0      |        |
| feb.-giu. 2021             | Brest                      | L1                         | 4          | 0          | CF              | 2               | 0               | -                  | -                  | -                  | -           | -           | -           | 6      | 0      |        |
| 2021-gen. 2022             | Paris Saint-Germain        | L1                         | 0          | 0          | CF              | 0               | 0               | UCL                | -                  | -                  | SF          | -           | -           | 0      | 0      |        |
| Totale Paris Saint-Germain | Totale Paris Saint-Germain | Totale Paris Saint-Germain | 6          | 0          |                 | 0               | 0               |                    | 0                  | 0                  |             | -           | -           | 6      | 0      |        |
| gen.-giu. 2022             | Olympiacos B               | SL2                        | 2          | 0          | -               | -               | -               | -                  | -                  | -                  | -           | -           | -           | 2      | 0      |        |
| gen.-giu. 2022             | Olympiacos                 | SL                         | 3+2        | 0          | CG              | 1               | 1               | UEL                | 1                  | 0                  | -           | -           | -           | 7      | 1      |        |
| 2022-2023                  | Ionikos                    | SL                         | 22+6       | 0+1        | CG              | 1               | 0               | -                  | -                  | -                  | -           | -           | -           | 29     | 1      |        |
| 2023-2024                  | Olympiacos B               | SL2                        | 6          | 0          | -               | -               | -               | -                  | -                  | -                  | -           | -           | -           | 6      | 0      |        |
| Totale Olympiakos B        | Totale Olympiakos B        | Totale Olympiakos B        | 8          | 0          |                 | -               | -               |                    | -                  | -                  |             | -           | -           | 8      | 0      |        |
| 2024-2025                  | Lorient 2                  | N3                         | 1          | 0          | -               | -               | -               | -                  | -                  | -                  | -           | -           | -           | 1      | 0      |        |
| 2024-2025                  | Lorient                    | L2                         | 0          | 0          | CF              | 1               | 0               | -                  | -                  | -                  | -           | -           | -           | 1      | 0      |        |
| Totale carriera            | Totale carriera            | Totale carriera            | 53         | 1          |                 | 5               | 1               |                    | 1                  | 0                  |             | -           | -           | 59     | 2      |        |

## Palmarès

### Club

#### Competizioni nazionali
- Campionato greco: 1

Olympiakos: 2021-2022
- Campionato francese di seconda divisione: 1

Lorient: 2024-2025

#### Competizioni internazionali
- UEFA Conference League: 1

Olympiakos: 2023-2024